# Aulus Virgini Tricost Celiomontà (cònsol 494 aC)
Aulus Virgini Tricost Celiomontà (llatí: Aulus Virginius A. f. Tricostus Cæliomontanus) va ser un magistrat romà. Formava part de la família Tricost, una branca de l'antiga gens Virgínia. El nom Celiomontà prové del fet que la seva branca familiar tenia la mansió al turó anomenat Celi. Dionís d'Halicarnàs l'anomena Aulus Virginius Montanus.
Va ser cònsol de Roma l'any 494 aC, any en què els plebeus van fer secessió al Mont Sagrat, conflicte conegut com a Secessio plebis. Abans de la secessió va lluitar contra els volscs als quals va derrotar en una batalla i els va ocupar una de les seves principals ciutats, Velitres. Va ser un dels deu enviats pel senat per negociar amb els plebeus revoltats.